# Mulvane, Kansas
Mullinville es una ciudad ubicada en los condados de Sedgwick y Sumner en el estado estadounidense de Kansas. En el año 2010 tenía una población de 6111 habitantes y una densidad poblacional de 1.035,76 personas por km².

## Geografía
Mullinville se encuentra ubicada en las coordenadas 37°28′47″N 97°14′32″O / 37.47972, -97.24222 (37.479746, -97.242309).

## Demografía
Según la Oficina del Censo en 2000 los ingresos medios por hogar en la localidad eran de $46,923 y los ingresos medios por familia eran $56,285. Los hombres tenían unos ingresos medios de $39,732 frente a los $26,797 para las mujeres. La renta per cápita para la localidad era de $19,523. Alrededor del 3.4% de la población estaban por debajo del umbral de pobreza.